# Muscle transverse profond du périnée
Le muscle transverse profond du périnée est un muscle du triangle uro-génital situé dans l'espace profond du périnée.

## Description
Le muscle transverse profond du périnée est un muscle triangulaire plat, pair et symétrique.
Le muscle périnéal transverse profond se situe dans le même plan que le muscle sphincter externe de l'urètre et auparavant ces deux muscles étaient décrits ensemble.

## Origine
Le muscle transverse profond du périnée nait par des fibres tendineuses de la partie postérieure de la branche ischio-pubienne.

## Trajet et insertion
Le muscle transverse profond du périnée se dirige vers le plan médian, où il s'entrelace avec muscle périnéal transverse profond opposé au niveau du corps du périnée.
Des fibres antérieures se terminent sur l’urètre membraneux.

## Innervation
Le muscle transverse profond du périnée est innervé par le nerf pudendal.

## Action
Le muscle transverse profond du périnée assure la tension du corps du périnée et joue un rôle d'auxiliaire du muscle bulbo-spongieux.
Il intervient dans le soutien du diaphragme pelvien, l'expulsion du sperme chez l'homme et des dernières gouttes d'urine chez les deux sexes.